# Woodhaven (Míchigan)
Woodhaven es una ciudad situada en el condado de Wayne, Míchigan, Estados Unidos. Tiene una población estimada, a mediados de 2023, de 12 559 habitantes.

## Geografía
La localidad está ubicada en las coordenadas 42°8′4″N 83°14′7″O / 42.13444, -83.23528. Según la Oficina del Censo, tiene una superficie total de 16.70 km², de los cuales 16.55 km² corresponden a tierra firme y 0.15 km² están cubiertos de agua.

## Demografía
Según el censo de 2020, en ese momento la ciudad tenía una población de 12 941 habitantes. La densidad de población era de 781.93 hab./km². El 79.72% de los habitantes eran blancos, el 7.72% eran afroamericanos, el 0.31% eran amerindios, el 2.43% eran asiáticos, el 1.41% eran de otras razas y el 8.41% eran de una mezcla de razas. Del total de la población, el 7.21% eran hispanos o latinos de cualquier raza.